# Матасы
Матасы — село в Петуховском районе Курганской области России. Административный центр Матасинского сельсовета.

## История
До 1917 года входило в состав Петуховской волости Ишимского уезда Тобольской губернии. По данным на 1926 год село Матасье состояло из 370 хозяйств. В административном отношении являлось центром Матасинского сельсовета Петуховского района Ишимского округа Уральской области.

## Население
| 1989 | 2002 | 2010 |
| ---- | ---- | ---- |
| 375  | ↘364 | ↘310 |

По данным переписи 1926 года в селе проживало 1950 человек (924 мужчины и 1026 женщин), в том числе: русские составляли 99 % населения.